# Krestovskistadion
Het Krestovskistadion (Russisch: стадион «Крестовский»), tijdens de bouw en het WK 2018 gekend als Stadion Sint-Petersburg (Russisch: Стадио́н Санкт-Петербург, onder de voorgestelde namen waren Zenit Arena (Зенит Арена), Gazprom Arena (Газпром Арена) en Raspil Arena (Распил Арена)) is een voetbalstadion op het eiland Krestovski bij de Russische stad Sint-Petersburg. De opening vond plaats op 20 april 2017 met een wedstrijd tussen FK Zenit Sint-Petersburg en FK Oeral, nadat eerdere deadlines in 2008 en 2011 niet gehaald werden; het stadion wordt gebruikt voor de thuiswedstrijden van FK Zenit Sint-Petersburg. Het Stadion Krestovski heeft een capaciteit van 66.881 toeschouwers.
Vanwege sponsorredenen heeft het stadion ook Gazprom Arena als naam.

## Foto's bouw

Opbouw van het stadion
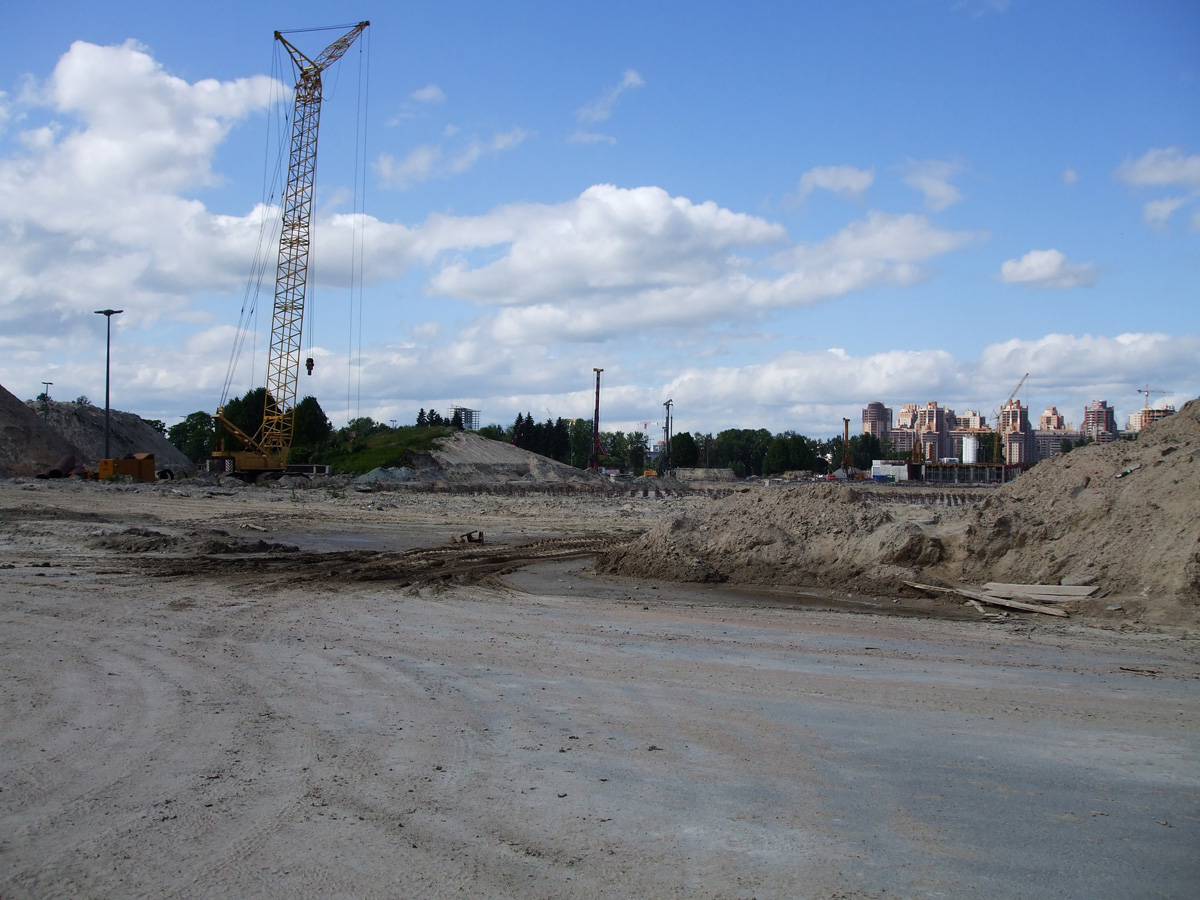
juli 2008
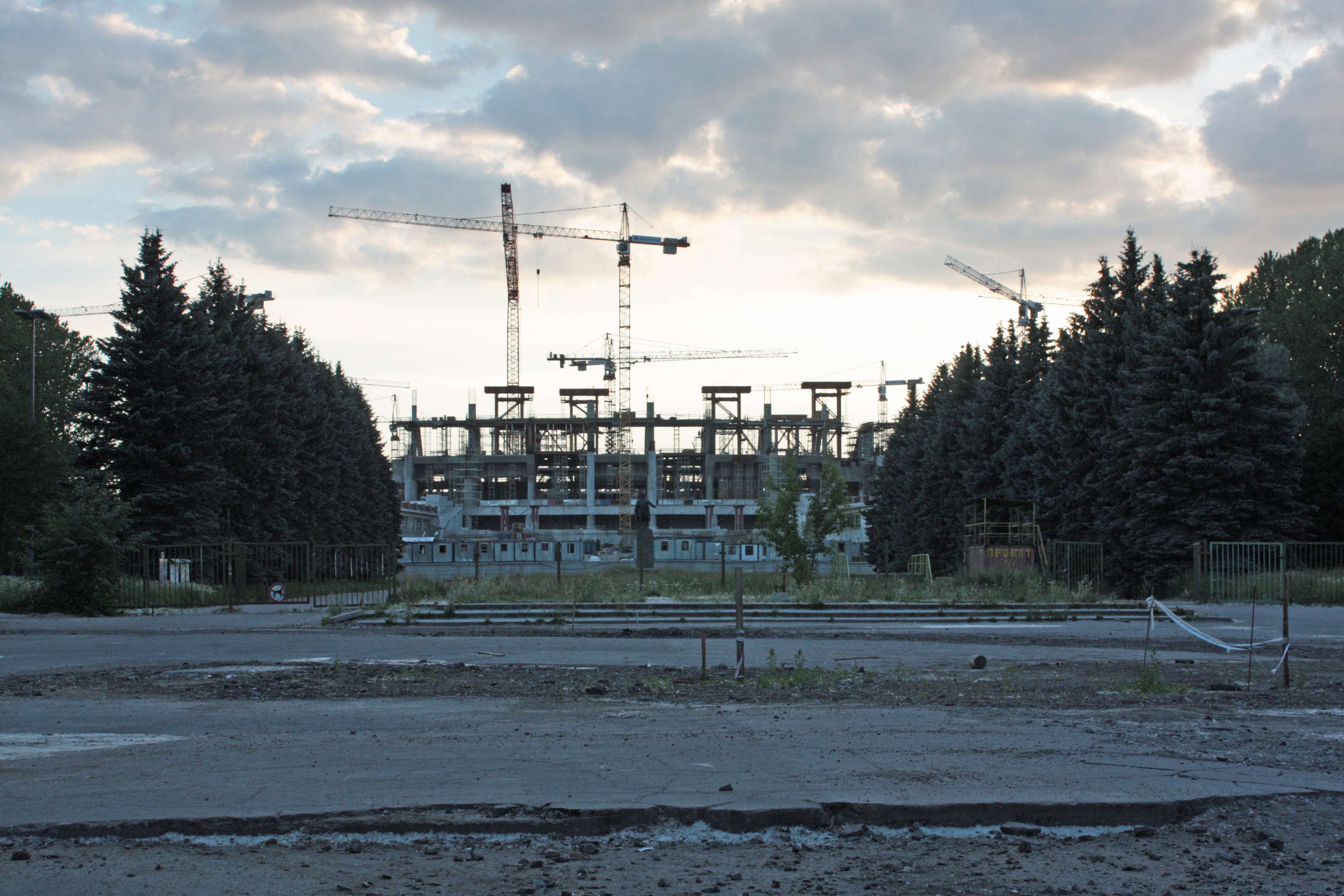
juli 2011
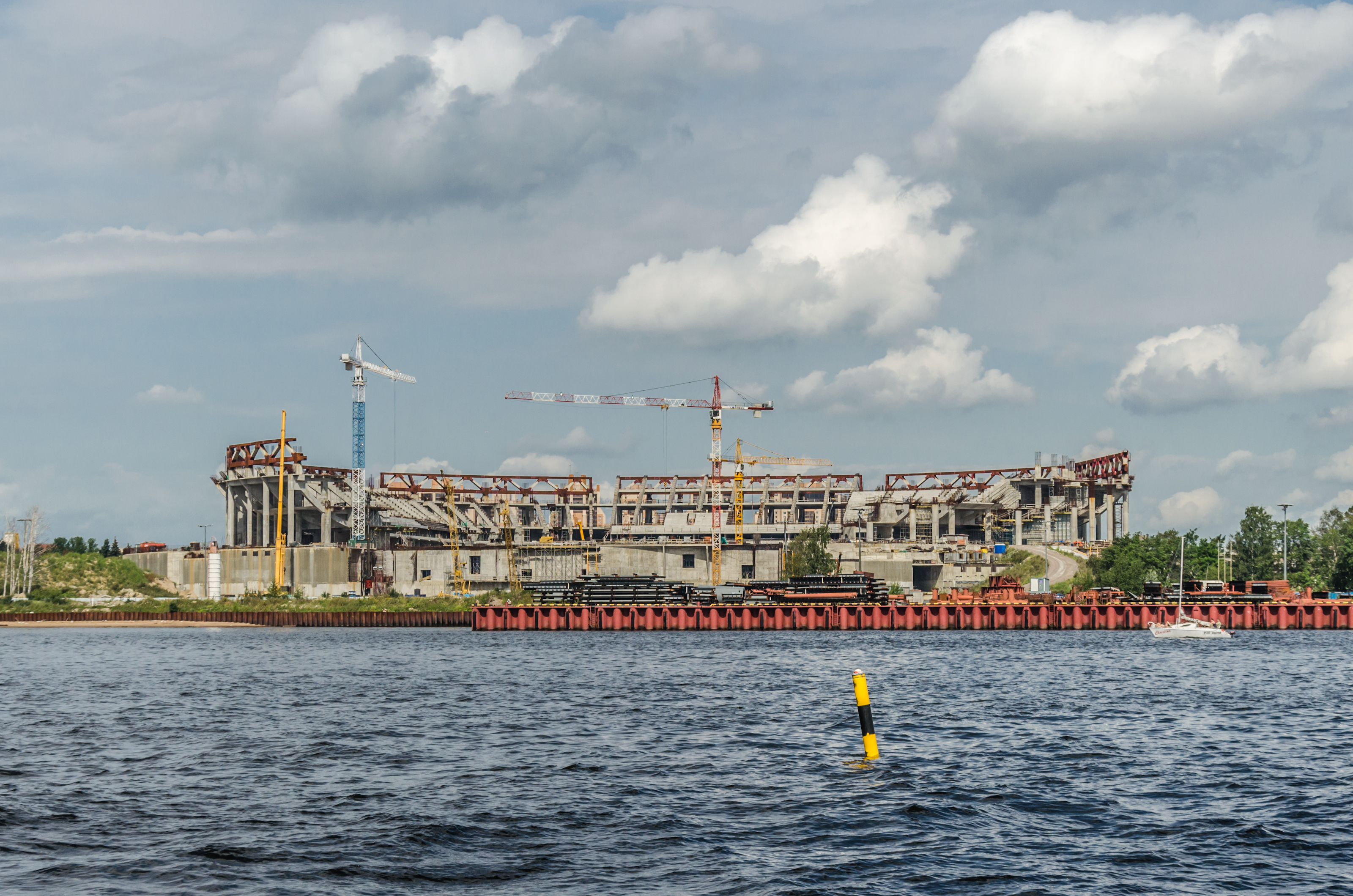
augustus 2012
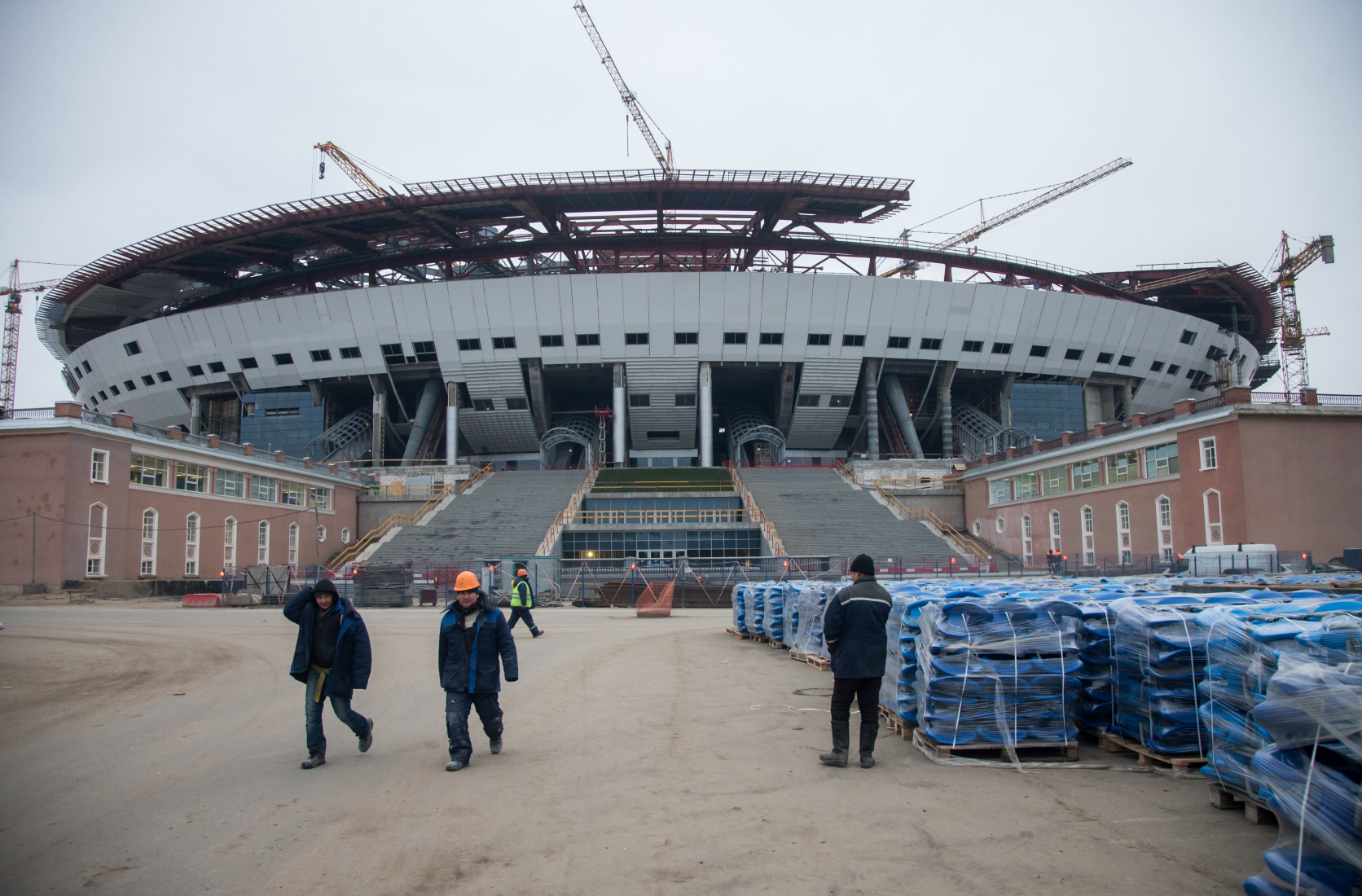
december 2014

## Toernooien
In het stadion werden wedstrijden van de FIFA Confederations Cup 2017 en het wereldkampioenschap voetbal 2018 gespeeld.
In 2021 was het Krestovskistadion een van de 12 stadions zijn waar het Europees kampioenschap voetbal 2020 werd gehouden. Dit EK werd vanwege de coronapandemie die in 2020 uitbrak verplaatst naar 2021 Er werden zes wedstrijden in de groepsfase gespeeld en één kwartfinale. De wedstrijden in de groepsfase werde op 12, 14, 16 ,18, 20 en 23juni worden gespeeld. De kwartfinale wordt op 1 juli 2021 gespeeld.Het stadion kreeg drie extra wedstrijden in de groepsfase omdat het de wedstrijden overnam van het Avivastadion in Dublin, aangezien daar vanwege de aanhoudende coronapandemie niet gegarandeerd kon worden dat deze wedstrijden met publiek gepeeld konden worden.
In 2022 zou hier de finale van de UEFA Champions League 2021/22 worden gespeeld, maar vanwege de Russische invasie van Oekraïne werd deze verplaatst naar het Stade de France in Parijs.

### Confederations Cup 2017
| Datum        | Tijd          | Thuisteam     | Uitslag | Uitteam       | Competitie          | Toeschouwers | Onderling resultaat |
| ------------ | ------------- | ------------- | ------- | ------------- | ------------------- | ------------ | ------------------- |
| 17 juni 2017 | 18:00 (UTC+3) | Rusland       | 2 – 0   | Nieuw-Zeeland | Groepsfase, poule A | 50.251       | onderling resultaat |
| 22 juni 2017 | 18:00 (UTC+3) | Kameroen      | 1 – 1   | Australië     | Groepsfase, poule B | 35.021       | onderling resultaat |
| 24 juni 2017 | 18:00 (UTC+3) | Nieuw-Zeeland | 0 – 4   | Portugal      | Groepsfase, poule A | 56.290       | onderling resultaat |
| 2 juli 2017  | 21:00 (UTC+3) | Chili         | 0 – 1   | Duitsland     | Finale              | 57.268       | onderling resultaat |

### Wereldkampioenschap voetbal 2018
| Datum        | Tijd          | Thuisteam | Uitslag | Uitteam     | Competitie          | Toeschouwers | Onderlingsresultaat |
| ------------ | ------------- | --------- | ------- | ----------- | ------------------- | ------------ | ------------------- |
| 15 juni 2018 | 18:00 (UTC+3) | Marokko   | 0 – 1   | Iran        | Groepsfase, poule B | 62.548       | onderling resultaat |
| 19 juni 2018 | 21:00 (UTC+3) | Rusland   | 3 – 1   | Egypte      | Groepsfase, poule A | 64.468       | onderling resultaat |
| 22 juni 2018 | 15:00 (UTC+3) | Brazilië  | 2 – 0   | Costa Rica  | Groepsfase, poule E | 64.468       | onderling resultaat |
| 26 juni 2018 | 21:00 (UTC+3) | Nigeria   | 1 – 2   | Argentinië  | Groepsfase, poule D | 64.468       | onderling resultaat |
| 3 juli 2018  | 17:00 (UTC+3) | Zweden    | 1 – 0   | Zwitserland | Achtste finale      | 64.042       | onderling resultaat |
| 10 juli 2018 | 21:00 (UTC+3) | Frankrijk | 1 – 0   | België      | Halve finale        | 64.286       | onderling resultaat |
| 14 juli 2018 | 17:00 (UTC+3) | België    | 2 – 0   | Engeland    | Troostfinale        | 64.406       | onderling resultaat |

### Europees kampioenschap voetbal 2020
| Datum        | Tijd          | Thuisteam   | Uitslag | Uitteam    | Competitie          | Toeschouwers | Onderlingsresultaat |
| ------------ | ------------- | ----------- | ------- | ---------- | ------------------- | ------------ | ------------------- |
| 12 juni 2021 | 22:00 (UTC+3) | België      | 3 – 0   | Rusland    | Groepsfase, poule B | 26.264       | onderling resultaat |
| 14 juni 2021 | 19:00 (UTC+3) | Polen       | 1 – 2   | Slowakije  | Groepsfase, poule E | 12.862       | onderling resultaat |
| 16 juni 2021 | 16:00 (UTC+3) | Finland     | 0 – 1   | Rusland    | Groepsfase, poule B | 24.540       | onderling resultaat |
| 18 juni 2021 | 16:00 (UTC+3) | Zweden      | 1 – 0   | Slowakije  | Groepsfase, poule E | 11.525       | onderling resultaat |
| 21 juni 2021 | 22:00 (UTC+3) | Finland     | 0 – 2   | België     | Groepsfase, poule B | 18.545       | onderling resultaat |
| 23 juni 2021 | 19:00 (UTC+3) | Zweden      | 3 – 2   | Polen      | Groepsfase, poule E | 14.252       | onderling resultaat |
| 2 juli 2021  | 19:00 (UTC+3) | Zwitserland | 1 – 1   | Spanje wns | Kwartfinale         | 24.746       | onderling resultaat |

### Overige interlands
Het Russisch voetbalelftal speelde enkele interlands in het stadion.
| 1 | 14 november 2017 | Rusland – Spanje    | 3 – 3 | Vriendschappelijk    | 45.480 |
| 2 | 27 maart 2018    | Rusland – Frankrijk | 1 – 3 | Vriendschappelijk    | 51.165 |
| 3 | 16 november 2019 | Rusland – België    | 1 – 4 | EK 2020 kwalificatie | 53.317 |
| 4 | 11 november 2021 | Rusland – Cyprus    | 6 – 0 | WK 2022 kwalificatie | 10.108 |